# Great Missenden
Great Missenden é uma vilarejo Inglês do condado de Buckinghamshire e é uma paróquia do distrito de Chiltern.
Sua economia está baseada na agricultura, mas tornou-se famosa porque o escritor Roald Dahl viveu lá até sua morte, em 1990. Na aldeia, há um museu que lembra o famoso romance intitulado A Fantástica Fábrica de Chocolate.
O vilarejo é caracterizado por a igreja medieval de São Pedro e São Paulo. A abadia de Missenden foi fundada em 1133 como um mosteiro agostiniano, e posteriormente foi destruída durante a dissolução dos Mosteiros.
A Gipsy House em Great Missenden foi a casa do escritor Roald Dahl, até a sua morte, em 1990, e muitos locais das cenas e pessoas do lugar foram descritas em seu romance.
O conselho da paróquia de Great Missenden, é composto por 16 membros apolíticos, que tem poucos poderes, mas são responsáveis pela manutenção de parques públicos e da casa do escritor, a Gipsy House.